# Travis Cabral
Travis Antone Cabral (ur. 23 września 1983 w South Lake Tahoe) – amerykański narciarz dowolny. Najlepszy wynik na mistrzostwach świata uzyskał podczas mistrzostw w Deer Valley, gdzie zajął 6. miejsce w jeździe po muldach. Zajął także 9. miejsce w tej samej konkurencji na igrzyskach olimpijskich w Turynie. Najlepsze wyniki w Pucharze Świata osiągnął w sezonie 2002/2003, kiedy to triumfował w klasyfikacji jazdy po muldach.
W 2006 r. zakończył karierę.

## Osiągnięcia

### Igrzyska olimpijskie
| Miejsce | Dzień     | Rok  | Miejscowość | Konkurencja      | Zwycięzca       |
| ------- | --------- | ---- | ----------- | ---------------- | --------------- |
| 9.      | 15 lutego | 2006 | Turyn       | Jazda po muldach | Dale Begg-Smith |

### Mistrzostwa świata
| Miejsce | Dzień       | Rok  | Miejscowość | Konkurencja      | Zwycięzca       |
| ------- | ----------- | ---- | ----------- | ---------------- | --------------- |
| 6.      | 31 stycznia | 2003 | Deer Valley | Jazda po muldach | Mikko Ronkainen |
| 17.     | 20 marca    | 2005 | Ruka        | Muldy podwójne   | Toby Dawson     |

### Puchar Świata

#### Miejsca w klasyfikacji generalnej
- sezon 1999/2000: 49.
- sezon 2000/2001: 51.
- sezon 2001/2002: 54.
- sezon 2002/2003: 4.
- sezon 2003/2004: 19.
- sezon 2004/2005: 12.
- sezon 2005/2006: 52.

#### Miejsca na podium
1. Inawashiro – 3 lutego 2001 (Jazda po muldach) – 3. miejsce
2. Madarao – 10 marca 2002 (Jazda po muldach) – 3. miejsce
3. Tignes – 1 grudnia 2002 (Jazda po muldach) – 1. miejsce
4. Lake Placid – 18 stycznia 2003 (Jazda po muldach) – 1. miejsce
5. Inawashiro – 15 lutego 2003 (Jazda po muldach) – 1. miejsce
6. Madarao – 23 lutego 2003 (Jazda po muldach) – 2. miejsce
7. Madonna di Campiglio – 20 grudnia 2003 (Jazda po muldach) – 3. miejsce
8. Lake Placid – 17 stycznia 2004 (Jazda po muldach) – 3. miejsce
9. Deer Valley – 30 stycznia 2004 (Jazda po muldach) – 3. miejsce
10. Inawashiro – 6 lutego 2005 (Jazda po muldach) – 2. miejsce
11. Inawashiro – 15 lutego 2004 (Muldy podwójne) – 1. miejsce
12. Naeba – 22 lutego 2004 (Jazda po muldach) – 2. miejsce
13. Tignes – 16 grudnia 2004 (Jazda po muldach) – 3. miejsce

- W sumie 4 zwycięstwa, 3 drugie i 6 trzecich miejsc.